# Hagelstein-Werft
Die Hagelstein-Werft war eine Werft in Travemünde. Das 1949 gegründete Unternehmen war auf den Bau von Binnenschiffen, Schiffen für die große Küstenfahrt und Fischkutter spezialisiert. Es wurde 1973 geschlossen.

## Geschichte
Vorläufer der Werft war ein 1919 von Alfred Hagelstein gegründeter Schlosserei- und Reparaturbetrieb für Automobile. Ab 1923 wurden auch Schiffsmotoren repariert und ab 1927 erfolgte der Bau von Einzylinder-Glühkopfmotoren. 1930 wurde die Vertretung von Deutz-Schiffsdieselmotoren für Fischerei- und Küstenmotorschiffe übernommen und in den folgenden Jahren wurden Trockenbagger, Hafenkrane und Anlagen für die Torfgewinnung entwickelt und produziert.
Ab 1948 betrieb Hagelstein eine Reparaturwerft zum Umbau von Dampfschiffen auf den Antrieb mit Dieselmotoren. Dabei wurden fast ausschließlich Deutz-Dieselmotoren verwendet. Nach dem Zweiten Weltkrieg war die Nachfrage besonders nach kleinen Frachtschiffen sehr groß. Dies war neben den Erfahrungen als Reparaturwerft und der guten Lage in Travemünde ein Grund, 1949 eine Neubauwerft zu eröffnen. Insgesamt baute die Werft 30 neue Schiffe mit insgesamt rund 18.000 BRT vorwiegend für Reeder aus Lübeck und Hamburg.
1954 erfolgte der Ausbau der Baumaschinenproduktion, um von Schiffbau unabhängig zu werden. 1964 wurde die Schiffswerft zur Baumaschinenfabrik umstrukturiert, wobei der Bootsbau erhalten blieb. In der Folge wurde die Sportbootreihe der HATRA-Daycruiser entwickelt und gebaut. 1973 wurden die letzten Schiffe abgeliefert und der Gesamtbetrieb wurde eingestellt.
Das Gebäude Auf dem Baggersand 19, heute Dockside Travemünde, war das Hatra-Verwaltungsgebäude und lag ungefähr auf der Mitte des Betriebsgeländes.

## Schiffe
Das erste Schiff, die Silbermöwe (299 BRT) war die Totalerneuerung eines Küstenmotorschiffes für den Lübecker Reeder H. Krohn, die 1952 durchgeführt wurde. Für den gleichen Reeder folgten zwei Frachterneubauten mit 999 BRT, die 1953 und 1954 abgeliefert wurden. Für das Bundesfinanzministerium wurden 1954 zwei Behördenschiffe abgeliefert. Für den Lübecker Reeder K. Lafrentz folgten 1955 insgesamt fünf Binnenfrachtschiffe mit jeweils 600 t Tragfähigkeit.
Von 1956 bis 1959 wurde eine erfolgreiche Schiffsserie von zwölf weitgehend baugleichen Frachtern für verschiedene Lübecker und Hamburger Reeder abgeliefert, u. a. die Inge Leonhardt. Die Schiffe waren 67 m lang, 10,85 m breit und hatten eine Seitenhöhe von 5,35 m. Die Vermessung betrug 999 BRT, die Tragfähigkeit 1.650 tdw. Der 1000-PS-Deutzmotor ermöglichte eine Nenngeschwindigkeit von 11,5 Knoten.
Von 1959 bis 1969 wurden weitere zwölf Schiffe gebaut, vorwiegend Küstenmotorschiffe mit 299 und 499 BRT, außerdem die kleine Fähre Mecklenburg für die Hansestadt Lübeck. Die letzten neun Schiffe waren Fischkutter verschiedener Größe mit 34, 80 und 100 BRT für Fischereibetriebe in Büsum, Kiel und Bremerhaven.